# Arthur Headlam

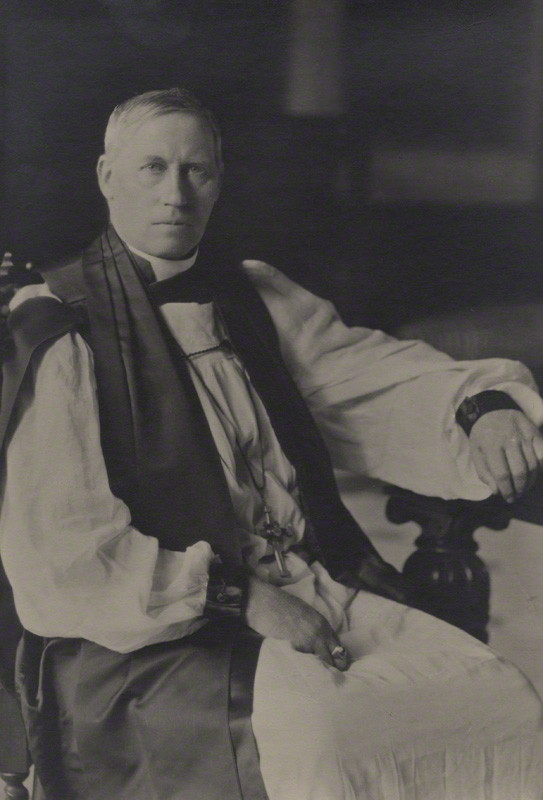
Arthur Cayley Headlam

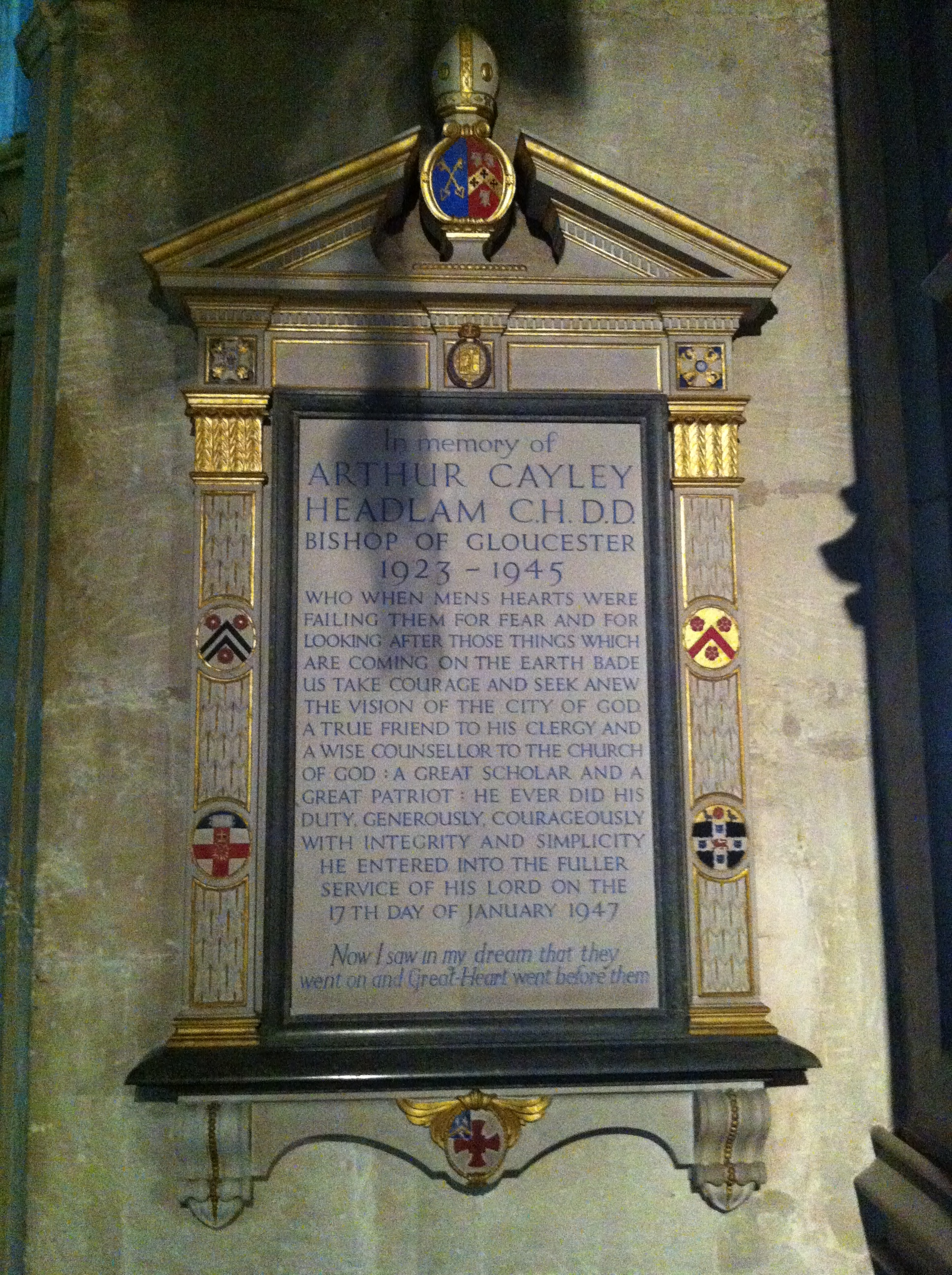
Erinnerungstafel in der Gloucester Cathedral

Arthur Cayley Headlam (* 2. August 1862 in Whorlton, County Durham; † 17. Januar 1947) war ein englischer Geistlicher der Kirche von England und von 1923 bis 1945 Bischof von Gloucester.

## Leben

### Herkunft und frühe Jahre
Headlam war der Sohn des Vikars von Whorlton, Arthur William Headlam (1826–1908) und dessen erster Ehefrau Agnes Favell. Der Historiker James Wycliffe Headlam war sein jüngerer Bruder. Arthur Headlam besuchte das Winchester College und studierte dann am New College sowie ab 1885 am All Souls College in Oxford. 1888 wurde er zum Priester der Kirche von England ordiniert und wurde 1896 Pfarrer in Welwyn, Hertfordshire. Im Jahr 1900 heiratete er Evelyn Persis Wingfield.

### Akademische Laufbahn
Von 1903 bis 1916 war Arthur Headlam Professor für Dogmatik am King’s College London, wo er von 1903 bis 1912 auch als Prinzipal und von 1908 bis 1912 als erster Dekan wirkte. Von 1918 bis 1923 war er Regius Professor of Divinity in Oxford. Seine Bampton Lectures von 1920 spiegeln Headlams Beschäftigung mit der Ökumenischen Theologie.

### Wirken als Bischof
Während des Generalstreiks von 1926 sprach Arthur Headlam sich gegen die Intervention einiger anderer anglikanischer Bischöfe aus.
Besonderen Einfluss entwickelte Arthur Headlam im Rat der Kirche von England für äußere Beziehungen, als er in den 1930er-Jahren den Vorsitz des Komitees für die Beziehungen mit den Episkopalkirchen innehatte. Er unterstützte die Deutschen Christen und stand der Bekennenden Kirche kritisch gegenüber, daher galt er als appeaser.

## Auszeichnungen
- Order of the Companions of Honour (CH), 1921

## Veröffentlichungen (Auswahl)
- Ecclesiastical Sites in Isauria (Cilicia Trachea). London 1893 (Digitalisat).
- mit William Sanday: A Critical and Exegetical Commentary on the Epistle to the Romans. T&T Clark, Edinburgh 1895. 5. Auflage 1902.
- The teaching of the Russian church: being notes on points on which it differs from the English church. The Eastern Church Association, 1897; archive.org.
- Christian Authority. In: David George Hogarth (Hrsg.): Authority and Archaeology, Sacred and Profane. Essays on the relation of monuments to Biblical and Classical Literature. John Murray, London 1899; archive.org.
- The sources & authority of dogmatic theology: being an inaugural lecture. MacMillan & Co., London 1903; archive.org.
- mit William Sanday, Frederick Kenyon, F. Crawford Burkitt, J. H. Bernhard: The dates of the New Testament Books. In: Criticism of the New Testament. St. Margaret’s Lectures. Charles Scribner’s Sons, New York 1902; archive.org.
- History, Authority and Theology. John Murray, London 1909; archive.org.
- St. Paul and Christianity. John Murray, London 1913; archive.org.
- The Miracles of the New Testament: being the Moorhouse Lectures for 1914 delivered at St. Paul’s Cathedral, Melbourne. John Murray, London 1914; archive.org.
- The study of Theology, an inaugural lecture delivered on 13 June 1918. The Clarendon Press, Oxford 1918; archive.org.
- The Doctrine of the Church and Christian reunion: being the Bampton Lectures for the year 1920. John Murray, London 1920; archive.org.
- The Anglicans, the Orthodox, and the Old Catholics. Notes on the Lambeth report on Unity. Society for Promoting Christian Knowledge, London 1921 (englisch, anglicanhistory.org).
- The life and teaching of Jesus the Christ. Oxford University Press, New York 1923 (englisch, archive.org).
- Christian Unity. Christian Student Movement Press, London 1930 (englisch).
- What it means to be a Christian. Faber & Faber, London 1933 (englisch).
- Christian Theology; the Doctrine of God. Oxford Clarendon Press, 1934 (englisch).
- The Church of Roumania and the Anglican Communion. 1937 (englisch).
- The Fourth Gospel as History. Oxford University Press, Oxford 1946 (englisch).